# Pulau Tondan Timur
Pulau Tondan Timur är en ö i Indonesien. Den ligger i den västra delen av landet, 80 km norr om huvudstaden Jakarta.